# アルベルト・マンゲルスドルフ
アルベルト・マンゲルスドルフ（ドイツ語: Albert Mangelsdorff、1928年9月5日 - 2005年7月25日 ）は、ドイツ・フランクフルト出身のジャズ・トロンボーン奏者。
欧州で評判となったブラスを導入したジャズ・ロック・ユニット「ユナイテッド・ジャズ+ロック・アンサンブル」のフロントマンで、現代のフリー・ジャズに大きな影響を与えた。通常単音しか出せない管楽器で2つの音を同時に出すマルチフォニックスという技法を編み出した。同じく天才と呼ばれたジャコ・パストリアスとの競演アルバム『トライローグ』は、2人のハーモニーが調和したアルバムとなった。

## 経歴

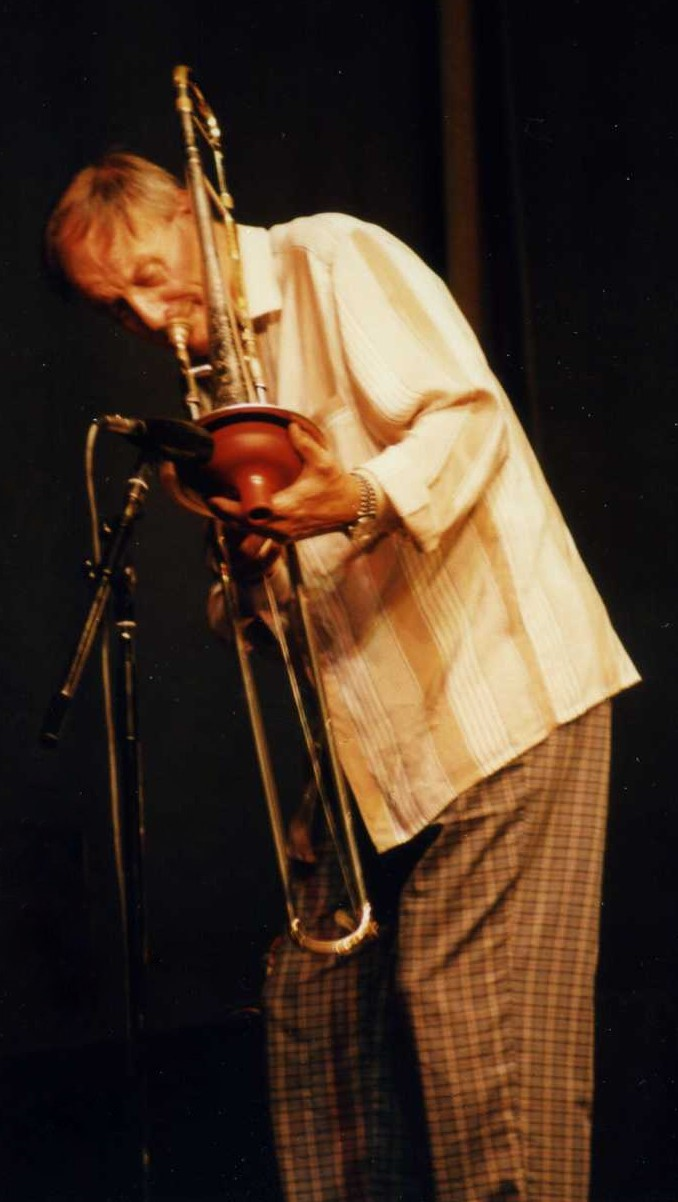
演奏するマンゲルスドルフ（1987年）

アルベルトは幼少の頃にヴァイオリンを習い、自己流でギターも弾いたりしていた。そして第2次世界大戦後の1948年頃にはギタリストとして仕事をするようになり、この頃からトロンボーンも吹くようになった。1950年から1953年にはジョー・クリム（Joe Klimm）のバンドで演奏するようになり、以降1953年から1954年にはハンス・コラー・バンド、1954年から1955年にはユタ・ヒップ・バンド、そして1955年から1956年にはフランクフルト・オール・スターズ（Frankfurt All Stars）でも演奏活動を行った。1957年にはハード・バップ・スタイルのクインテットなどでも活動するという1950年代を過ごした。1970年以降はフリー・ジャズのペーター・ブロッツマンやハン・ベニンク等と共演、またグローブ・ユニティ・オーケストラにも参加した。

## ディスコグラフィ

### アルバム
- 『テンション!』 - Tension (1963年、CBS)
- 『ナウ・ジャズ・ラムウォン』 - Now Jazz Ramwong (1964年、CBS)
- 『アニマル・ダンス』 - Animal Dance (1964年、Atlantic) ※with ジョン・ルイス
- Folk Mond and Flower Dream (1967年、CBS)
- 『ZO-KO-MA』 - Zo-Ko-Ma (1968年、MPS) ※with アッティラ・ゾラー、リー・コニッツ
- 『デュエット』 - Albert Mangelsdorff and His Friends (1969年、MPS)
- 『オープン・スペイス』 - Open Space (1969年、MPS) ※with カーリン・クローグ、ジョン・サーマン、フランシー・ボラン、ニールス＝ヘニング・エルステッド・ペデルセン、ダニエル・ユメール
- Wild Goose (1969年、MPS) ※with コリン・ウィルキー、シャーリー・ハート、ヨキ・フロイント
- 『ネヴァー・レット・イット・エンド』 - Never Let It End (1970年、MPS)
- 『ディギン』 - Live in Tokyo (1971年、Enja)
- The End (1971年、FMP) ※with ペーター・ブロッツマン、フレッド・ヴァン・ホーフ、ハン・ベニンク
- Couscouss de la Mauresque (1971年、FMP) ※with ペーター・ブロッツマン、フレッド・ヴァン・ホーフ、ハン・ベニンク
- Elements (1971年、FMP) ※with ペーター・ブロッツマン、フレッド・ヴァン・ホーフ、ハン・ベニンク
- 『スポンティニアス』 - Spontaneous (1972年、Enja) ※with 佐藤允彦
- 『トロンボーン・ワークショップ』 - Trombone Workshop (1972年、MPS) ※with ジグス・ウィグハム、スライド・ハンプトン、オキ・ペルソン
- 『トロンバーズ』 - Trombirds (1973年、MPS)
- Birds of Underground (1973年、MPS)
- It's Up to You (1974年、Preiser) ※with フリードリヒ・グルダ
- 『ザ・ワイド・ポイント』 - The Wide Point (1975年、MPS) ※with エルヴィン・ジョーンズ、パレ・ダニエルソン
- Outspan No. 1 (1975年、FMP) ※with ペーター・ブロッツマン、フレッド・ヴァン・ホーフ、ハン・ベニンク
- Solo Now (1976年、MPS) ※with ピエール・ファーヴル、ヨアヒム・キューン、ギュンター・ハンペル
- 『トライローグ』 - Trilogue Live (1977年、MPS) ※with ジャコ・パストリアス、アルフォンス・ムゾーン
- Tromboneliness (1977年、MPS)
- Solo (1977年、FMP) ※with ジョン・チカイ
- 『ア・ジャズ・チューン・アイ・ホープ』 - A Jazz Tune I Hope (1979年、MPS)
- Horns (1979年、FMP) ※with ゲルト・デュデック、ポール・ラザフォード、マンフレート・ショーフ、ケニー・ホイーラー
- Trombone Summit (1981年、MPS) ※with カイ・ウィンディング、ビル・ワトラス、ジグス・ウィグハム
- Live in Montreux! (1981年、MPS) ※with ジャン・フランソワ・ジェニー・クラーク、ロナルド・シャノン・ジャクソン
- Solo (1982年、MPS)
- Two Is Company (1983年、Mood) ※with ウォルフガング・ダウナー
- Triple Entente (1983年、MPS)
- Reflections (1984年、Mood) ※with マンフレート・ショーフ、ウォルフガング・ダウナー、エバーハルト・ウェーバー
- Pica Pica (1984年、FMP) ※with ペーター・ブロッツマン、ギュンター・ソマー
- Ochsenzoll (1985年、Mood) ※with ミハエル・ナウラ、ウォルフガング・シュルター、ヘルベルト・ヨース
- Hot Hut (1986年、Musikant)
- Moon at Noon (1987年、Musikant) ※with ウォルフガング・ダウナー
- 『アート・オブ・ザ・デュオ』 - Art of the Duo (1988年、Enja) ※with リー・コニッツ
- Listen and Lay Back (1988年、Dino Music)
- Rooty Toot (1990年、Dino Music)
- Purity (1990年、Mood)
- Dodging Bullets (1992年、Black Saint) ※with ジョン・リンドバーグ、エリック・ワトソン
- Room 1220 (1993年、Konnex) ※with ジョン・サーマン
- Live: The Very Human Factor (1993年、Muffin)
- Lanaya (1994年、Plainisphare)
- The Wake Keeping (1996年、Amori) ※with チコ・フリーマン
- Live at Montreux (1999年、Double Moon) ※with レト・ウェーバー
- Shake Shuttle & Blow (1999年、Enja) ※with ブルーノ・スポエッリ、クリスティ・ドーラン、レト・ウェーバー
- Looking Outside (2001年、Altrisuoni)
- Music for Jazz Orchestra (2003年、Skip) ※with NDRビッグ・バンド